# Église de Tous-les-Saints d'Iekaterinbourg
Pour les articles homonymes, voir Église de Tous-les-Saints.
L'église de Tous-les-Saints, dénommée en forme longue église sur le sang versé en l'honneur de tous les Saints resplendissants dans la Sainte-Russie (en russe : Храм-на-Крови́ во и́мя Всех святы́х, в земле́ Росси́йской просия́вших) est une église orthodoxe bâtie sur le terrain de la villa Ipatiev à Ekaterinbourg (Russie), où le dernier empereur de Russie Nicolas II fut assassiné avec sa femme, ses enfants, et plusieurs de ses serviteurs, par les Bolcheviks durant la guerre civile russe en 1918. L'église commémore la canonisation des Romanov. Elle se trouve rue Karl Liebknecht.

## La villa Ipatiev

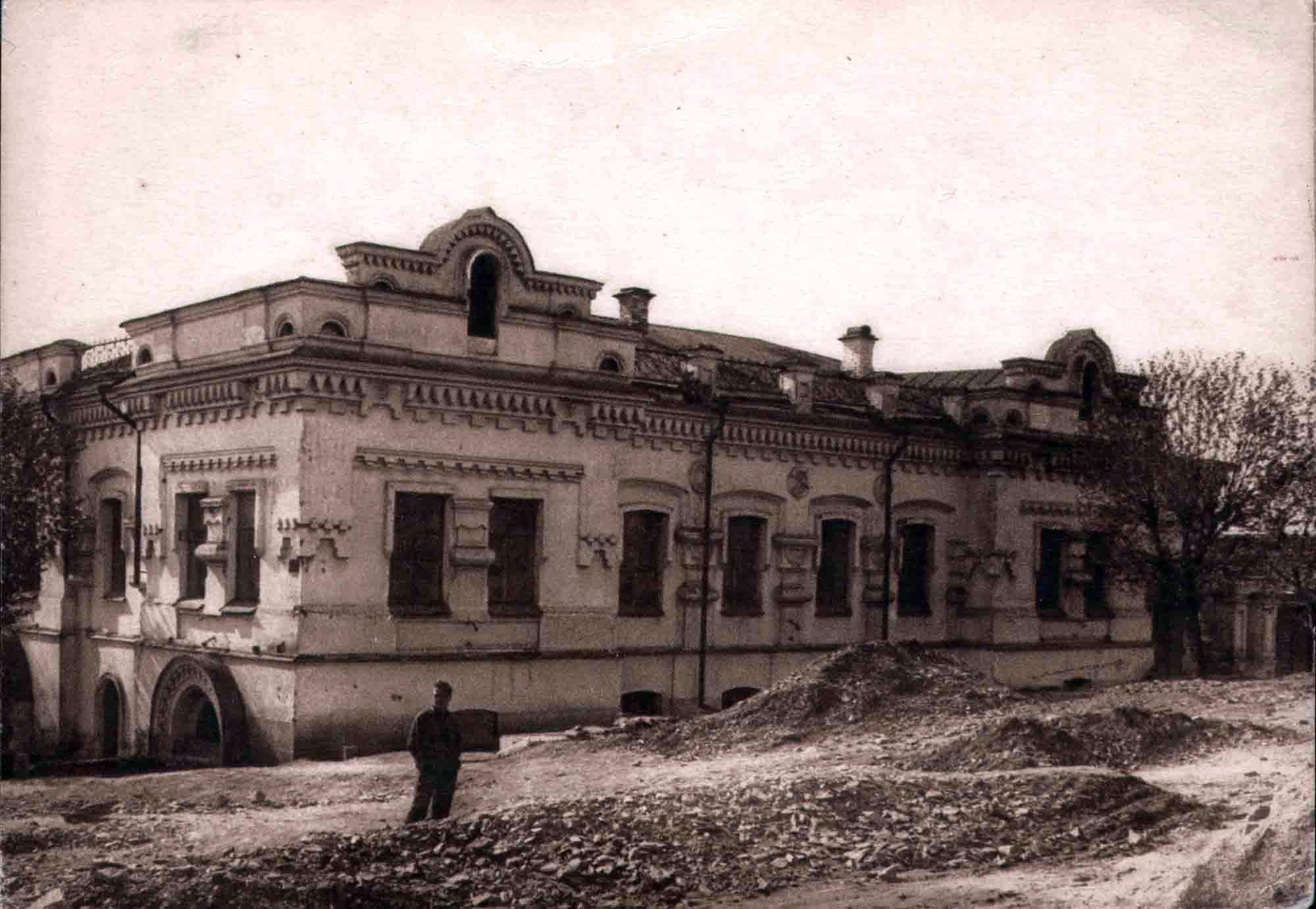
La Villa Ipatiev en 1928.

La villa Ipatiev, construite dans les années 1880, était une maison moderne et spacieuse possédée par un ingénieur militaire, Nikolaï Nikolaïevitch Ipatiev. En 1918, le Soviet de l'Oural lui ordonna de libérer les lieux sous deux jours. Les autorités bolcheviques firent ensuite construire de hautes palissades de bois autour de la propriété, avant d'y transférer la famille impériale et leurs derniers domestiques.

### Détention puis exécution des Romanov
Conduits dans la villa par les autorités bolcheviques, le tsar Nicolas II, la tsarine Alexandra, la grande-duchesse Olga, la grande-duchesse Tatiana, la grande-duchesse Maria, la grande-duchesse Anatasia, le tsarévitch Alexis, la femme de chambre Anna Demidova, le valet Alekseï Egorovitch Trupp, le docteur Evgueni Sergueïevitch Botkine, et le cuisinier Ivan Kharitonov furent détenus dans l'édifice pendant plus de deux mois. L'arrivée imminente des Russes blancs à Ekaterinbourg précipita leur destin tragique. 

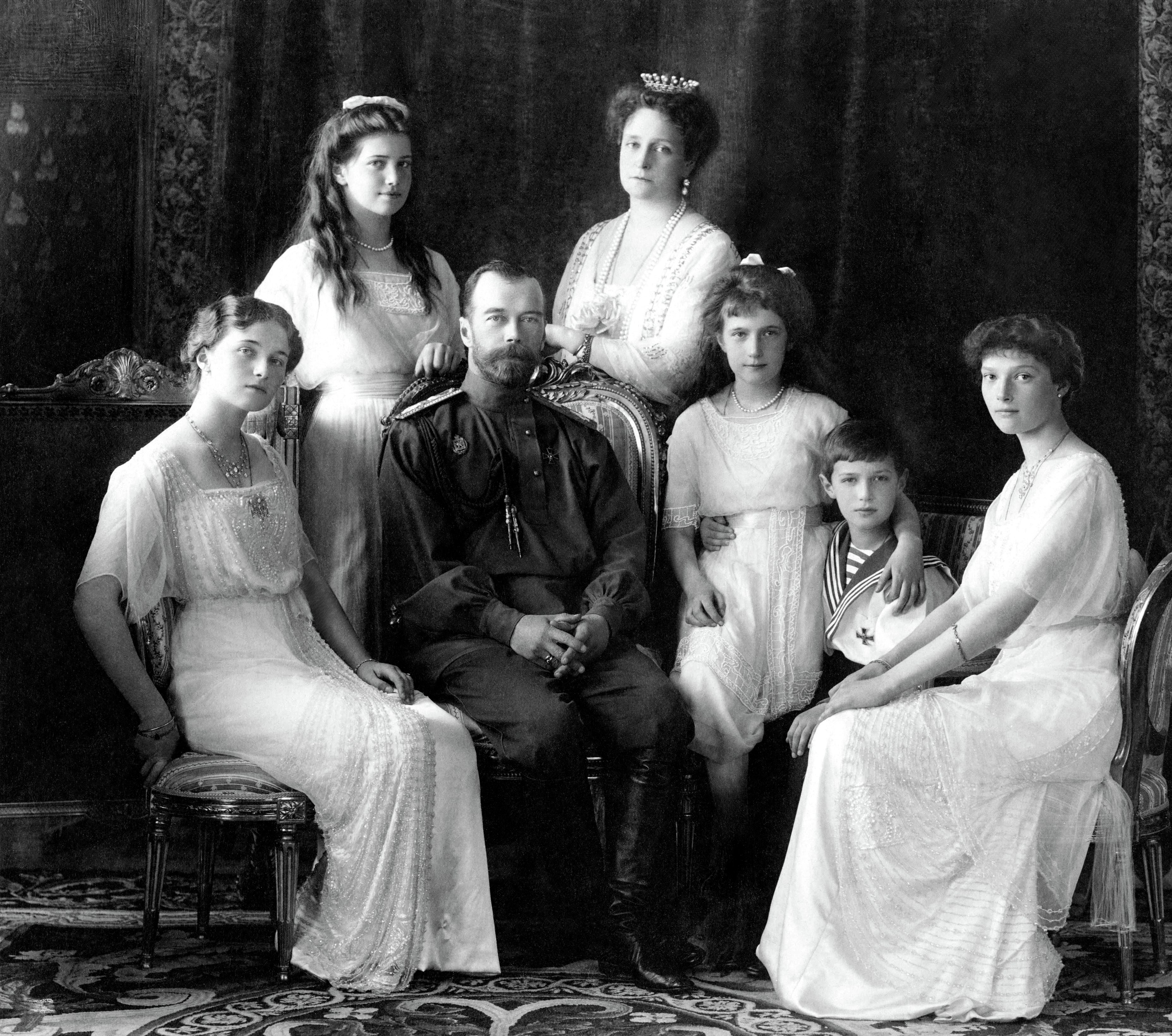
La famille impériale russe, unie jusqu'à la fin.

Le 17 juillet 1918, les captifs furent réveillés et conduits à la cave avant de se voir notifier leur exécution par Iakov Iourovski. Le tsar répondit "Quoi?" et la tsarine ainsi que sa fille aînée eurent à peine le temps de faire le signe de croix que le peloton d’éxécution commença la fusillade. Le tsarévitch, deux ou trois des grandes-duchesses, et la femme de chambre survécurent sur le coup, mais ne le restèrent pas longtemps : le premier, rampant vers la sortie, fut achevé d'un chargeur entier de pistolet puis de plusieurs coups de crosse de fusil dans le crâne, tandis que les secondes furent achevées à la baïonnette. La femme de chambre, elle, fut achevée par ces deux moyens cumulés. Les corps furent ensuite emmenés en forêt, aspergés de chaux et d'acide (on entendit un cri féminin pendant cette opération), avant d'être jetés dans un puits de mine (en) avec divers débris.

### Postérité
La maison fut retrouvée vide par les Russes blancs, mais les effets personnels de la famille impériale et de leurs domestiques s'y trouvaient encore. La maison devint plus tard un endroit pour stocker des archives, puis un lieu de tourisme : des photographies de groupe étant même effectuées dans la cave. L'endroit fut inscrit comme monument national en 1974, mais Boris Eltsine en ordonna la démolition le 27 juillet 1977,.

## Construction et consécration de l'église

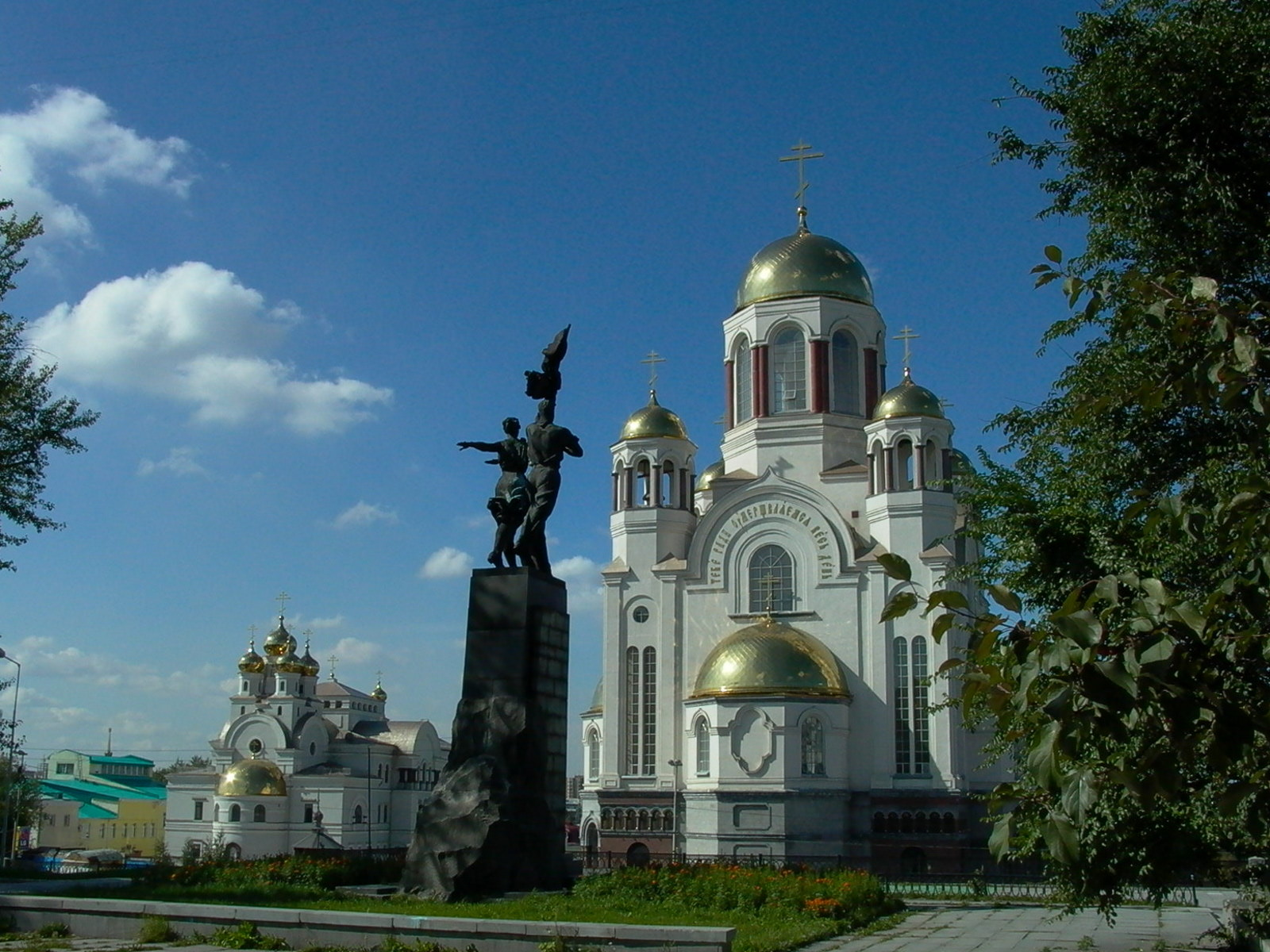
Le parvis de l'édifice.

Le projet de construction d'une église commémorative émis par l'Église orthodoxe russe est accepté par le soviet de Sverdlovsk le 23 septembre 1990. Après la canonisation des Romanov le 1er novembre 1991 en tant que néo-martyrs (puis le 20 août 2000 en tant que porteurs de la passion), l'Église orthodoxe avait en effet prévu de faire construire un immense complexe dédié à la mémoire de la famille impériale assassinée. Une commission officielle est réunie, et une collecte de fonds organisée alors que les plans architecturaux sont réalisés. La construction de l'édifice commence au cours de l'année 2000.
Une fois fini, le complexe comprend deux églises, un beffroi, une annexe du Patriarcat, et un musée consacré à l'histoire de la famille. L'autel de l'église principale se trouve exactement au-dessus de l'endroit où les Romanov ont été exécutés. L'édifice occupe une surface totale de 2 760 m2.
Le 17 juillet 2003, soit 85 ans après l'exécution de la famille, l'église principale est consacrée par le métropolite Juvénal, sous la délégation du patriarche de l'Église orthodoxe Alexis II de Moscou, qui était souffrant et ne pouvait donc pas se déplacer. Le service est effectué par un clergé originaire de tous les sujets de la fédération de Russie.